# Tephrina catapasta
Tephrina catapasta là một loài bướm đêm trong họ Geometridae.